# Marshall Wayne
Marshall Wayne (Saint Louis, 25 maggio 1912 – Hendersonville, 16 giugno 1999) è stato un tuffatore statunitense. Ha rappresentato gli Stati Uniti d'America ai Giochi olimpici di Berlino 1936, vincendo una medaglia d'oro ed una d'argento.

## Palmarès
- Giochi olimpici

Berlino 1936: oro nella piattaforma 10 m e argento nel trampolino 3 m.